# Whitney Able
Whitney Nees Able, född 2 juni 1982 i Houston i Texas, är en amerikansk skådespelerska och fotomodell. Hon är mest känd för sina roller i filmerna All the Boys Love Mandy Lane och Monsters. Hon har också varit med i tidningen Maxim.
Able var från 2010 till 2019 gift med skådespelaren Scoot McNairy, som dessutom var hennes motspelare i filmen Monsters samma år som de gifte sig. Exmakarna har två barn tillsammans.

## Filmografi (i urval)

### Filmer
- 2006 – All the Boys Love Mandy Lane
- 2010 – Monsters
- 2014 – A Walk Among the Tombstones

### TV-serier
- 2007 – CSI: New York (TV-serie)
- 2007 – Cold Case (TV-serie)
- 2010 – Nikita (TV-serie)
- 2010 – Criminal Minds (TV-serie)
- 2017 – Godless (TV-serie)